# Tyringe
Tyringe er med ca 4.600 indbyggere det næststørste byområde i Hässleholms kommun,  Skåne Län, Sverige.